# Klonoa Phantasy Reverie Series
Klonoa Phantasy Reverie Series — вышедший в 2022 году сборник видеоигр серии Klonoa, разработанный Monkey Craft и изданный Bandai Namco Entertainment. В сборнике представлены ремейки игр Klonoa: Door to Phantomile 1997 года и Klonoa 2: Lunatea’s Veil 2001 года. Ремейк игры Door to Phantomile создан на основе её ремейка 2008 года для игровой системы Wii, разработанного компанией Paon.
Сборник содержит обновленные версии обеих игр, рассчитанные на работу с частотой 60 кадров в секунду и разрешением до 4K на определенных платформах, с такими дополнительными функциями, как настраиваемая сложность и кооперативный режим для двух игроков. Сборник был выпущен в июле 2022 года в честь 25-летия франшизы для платформ Nintendo Switch, PlayStation 4, PlayStation 5, Windows, Xbox One и Xbox Series X/S.

## Игровой процесс
Klonoa Phantasy Reverie Series представляет собой сборник обновлённых версий платформеров Klonoa: Door to Phantomile и Klonoa 2: Lunatea’s Veil. Хотя Door to Phantomile изначально была выпущена в 1997 году на игровой системе PlayStation, ремастер создан на основе её ремейка 2008 года для Wii. Lunatea’s Veil основана на оригинальной версии игры 2001 года для PlayStation 2. Игры были переработаны с улучшенными визуальными эффектами и звуковым сопровождением.
В обеих играх используется трехмерная графика на двухмерной плоскости, а игрокам требуется бегать по сторонам, прыгать по платформам и побеждать врагов для продвижения по сюжету. Игроки управляют Клоноа, основная атака которого заключается в захвате врагов с помощью Кольца Ветра (англ. Wind Ring) — предмета, который выпускает вперед небольшой поток воздуха, который надувает и притягивает врагов к себе. Клоноа может бросать их вперед или использовать для двойного прыжка в воздухе, что позволяет ему подниматься на большую высоту и обходить препятствия. Среди новых возможностей — выбор уровня сложности, кооперативный режим для двух игроков (первоначально появившийся в Lunatea’s Veil), режим «секундомера», а также более высокое разрешение и частота кадров.

## Разработка
В сентябре 2019 года была впервые обнаружена заявка на товарный знак под названием Klonoa of the Wind Encore, что намекало на новую игру в серии.
Два года спустя, в сентябре, Bandai Namco Entertainment подала заявку на регистрацию японской торговой марки Klonoa Encore, затем в том же месяце была зарегистрирована еще одна торговая марка под названием Wahoo Encore, а в декабре следующего года в Великобритании была зарегистрирована торговая марка Klonoa Phantasy Reverie Series. Название было официально анонсировано в феврале 2022 года в рамках трансляции Nintendo Direct для Nintendo Switch вместе с датой выпуска, назначенной на июль следующего года. В тот же день Bandai Namco подтвердила, что Phantasy Reverie Series также выйдет на PlayStation 4, PlayStation 5, Windows, Xbox One и Xbox Series X/S в неназванную дату. В Северной Америке сборник был выпущен только в цифровом формате. Сборник был разработан компанией Monkey Craft, которая ранее работала с Bandai Namco над вышедшим в 2018 году ремейком Katamari Damacy Reroll. Выпуск игры был приурочен к 25-летию серии, и издатель запустил памятную страницу на официальном сайте игры.

## Критика
| Сводный рейтинг    | Сводный рейтинг                                    |
| Агрегатор          | Оценка                                             |
| ------------------ | -------------------------------------------------- |
| Metacritic         | (NS) 78/100 (PC) 76/100 (PS5) 78/100 (XSXS) 79/100 |
| Иноязычные издания |                                                    |
| Издание            | Оценка                                             |
| Destructoid        | 7/10                                               |
| Hardcore Gamer     | 4/5                                                |
| Jeuxvideo.com      | 15/20                                              |
| Nintendo Life      | [ 20 ]                                             |
| Push Square        | [ 21 ]                                             |
| HobbyConsolas      | 79/100                                             |
| The Games Machine  | 7,8/10                                             |
| XboxEra            | 8,0/10                                             |

Klonoa Phantasy Reverie Series получила «в целом положительные» отзывы, согласно сайту Metacritic.
Destructoid похвалил «потрясающую» эстетику игры, живой мир и отполированный игровой процесс, но при этом раскритиковал исключение других игр из франшизы и отсутствие существенного контента за пределами двух игр. Hardcore Gamer поставил игре оценку в 4 из 5 и похвалил визуальное оформление, управление и качество звука, написав: «[Klonoa Phantasy Reverie Series] в целом представляет собой великолепно выглядящую и весело звучащую коллекцию и впечатляющую демонстрацию того, как можно переделать классические игры и сохранить то, что сделало их великими изначально». Nintendo Life поставил порту для Switch оценку в 8 баллов из 10 и похвалил игровой процесс, улучшенное визуальное оформление и продолжительность игры, но при этом отметил проблемы с производительностью и отсутствие дополнительного контента. Push Square похвалил очаровательную эстетику, разнообразный дизайн уровней, небольшую продолжительность и веселую музыку, но раскритиковал «приторный», малосодержательный сюжет, небольшие скачки сложности и что единственный список трофеев охватывает две игры. Pocket Tactics посчитал игру «великолепным платформером» и выразил мнение, что ее платформенные элементы «соперничают с таковыми в Mario и Crash, но в то же время ей удается напомнить нам, что она стоит особняком, и что у Klonoa есть своя индивидуальность».

### Продажи
За первую неделю игра заняла 5-е место в британских чартах продаж, при этом 52 % продаж пришлось на Switch, а 33 % — на PlayStation 5. В Японии версия для Switch была продана тиражом в 9602 копий за первую неделю, что сделало её пятой самой продаваемой розничной игрой недели в стране, в то время как версия для PlayStation 4 была продана 1252 единицами и стала двадцать пятой самой продаваемой розничной игрой в стране на той же неделе.
Сборник игр стал четвёртым самым продаваемым розничным игровым выпуском на PlayStation 5 в Испании в июле, а также вторым самым продаваемым розничным выпуском на Xbox Series X/S в том же месяце.

## Комментарии
1. ↑  Выходила в Японии под названием Kaze no Klonoa 1 & 2 Encore (яп. 風のクロノア １＆２アンコール)